# Listomie
Listomie (niem. Wilhelmsburg, dawniej Witkowo) – wieś w Polsce położona w województwie zachodniopomorskim, w powiecie myśliborskim, w gminie Myślibórz nad Jeziorem Myśliborskim.
W latach 1946–1975 miejscowość administracyjnie należała do województwa szczecińskiego.
W latach 1975–1998 miejscowość administracyjnie należała do województwa gorzowskiego.

## Położenie
Wieś położona jest 3 km na zachód od Myśliborza na wysokości 0,07 m n.p.m. Podzielona jest na dwie części: zachodnią (stare zabudowania wiejskie i rolnicze) i wschodnią (nowe zabudowania jednorodzinne i letniskowe). Wschodni kraniec przylega do Jeziora Myśliborskiego.
Zgodnie z podziałem fizycznogeograficznym Polski według Kondrackiego teren na którym położone jest Listomie należy do prowincji Nizina Środkowoeuropejska, podprowincji Pojezierza Południowobałtyckiego, makroregionu Pojezierze Południowopomorskie oraz w końcowej klasyfikacji do mezoregionu Pojezierze Myśliborskie.

## Ludność
| Rok        | Ludność wsi |
| ---------- | ----------- |
| 1852       | 35          |
| 2005       | 64          |
| 31.12.2011 | 70          |
| 31.12.2012 | 72          |

## Ciekawostki
Znajduje się tutaj ujęcie wody pitnej. W sytuacjach awaryjnych ujęcie to jest w stanie zasilić w wodę pobliski Myślibórz.
Są tutaj także 2 z 20 znajdujących się w gminie Myślibórz parków podworskich: o powierzchni 0,56 ha i 1,45 ha będące własnością gminy. Zespoły pałacowe zniszczone.